# حصار تونتون
حصار تونتون (بالإنجليزية: sieges of Taunton)‏ هو مجموعة متسلسلة من الحصارات البحرية، عددها ثلاث،  جرت أحداثها في مدينة تونتون البريطانية خلال الحرب الأهلية الإنجليزية الأولى.